# 烟台山 (福州)

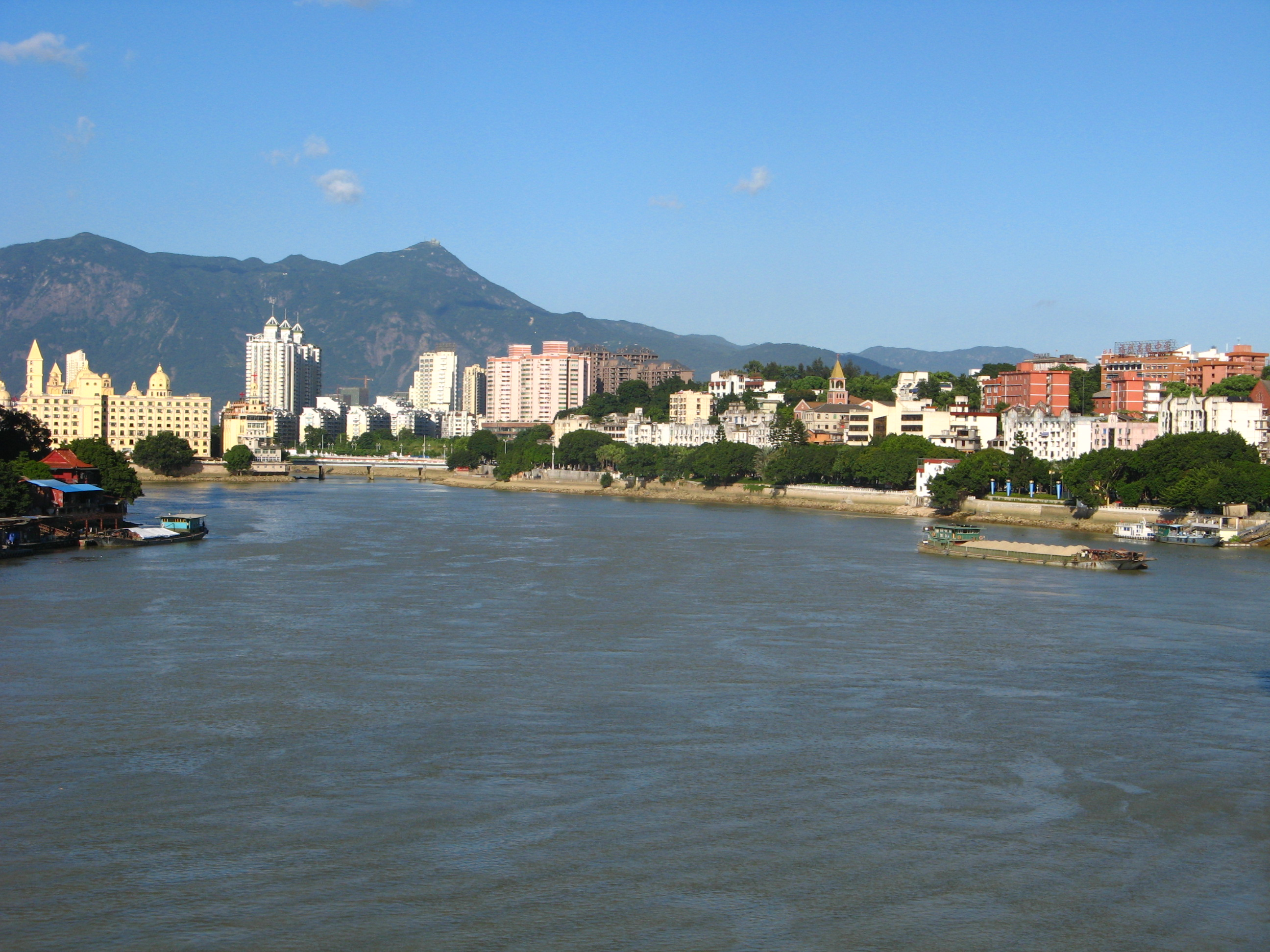
在闽江上远眺烟台山（位于图片右部）

烟台山，又名藤山、仓前山或天宁山，位于中国福建省福州市仓山区南台岛北部，地处闽江南江滨，海拔约41.6米。
烟台山古称藤山，因元末时福州府在山顶设烽火台，而得名烟台山。
清末鸦片战争后，福州被辟为通商口岸，多个国家在烟台山上设立领事馆，并建教堂、办学校、开医院等。因此，烟台山上现存有数批近代历史建筑群。
1964年，烟台山公园在烟台山顶建成并开放。
2010年代，烟台山上的大量历史建筑开始得到修缮，烟台山逐渐成为福州热门景区和打卡点。
2021年，烟台山正式批准为国家3A级旅游景区。
叶圣陶曾在散文《客语》中这样描绘烟台山（即仓前山）：
仓前山差不多一座花园，一条路，一丛花，一所房屋，一个车夫，都有诗意。尤其可爱的是晚阳淡淡的时候，礼拜堂里送出一声钟响，绿荫下走过几个张着花纸伞的女郎。——叶圣陶，《客语》

## 历史
烟台山古称瓜藤山或藤山，据王应山的《闽都记》记载：“藤山。其脉一起一伏，如瓜引藤，亘五六里，故名。山多梅花，开时，郡人载酒出游。有明真庵在梅坞中。”
古时，烟台山的山麓长满梅树，梅花盛开时香飘十里。因此，其所处的南台岛便拥有了“琼花玉岛”的美誉，而烟台山的山麓处也被称作“梅坞”。
北宋年间，烟台山上始建天宁寺，故烟台山亦称“天宁山”。
元末时，福州府加强江防，因烟台山地势冲要，便在烟台山顶峰设烽火台，即“烟墩”，用以报警，并与中洲岛炮垒相呼应。民间称该烟墩为“烟台”，烟台山便因此得名。该烽火台如今已废。
明洪武年间，烟台山北麓开始建设盐仓，于是该地俗称“盐仓前”，烟台山因此也被称为“仓前山”，简称仓山，仓山区的区名即由此而来。
清末鸦片战争后，清政府与英国签订《南京条约》，开放五口通商，福州成为了通商口岸，并被迫允许外国人租地建屋。此后大量外国人来到福州，但由于本地居民的抵制，他们不得不定居在当时还很荒凉的烟台山一带。洋人在仓山修建洋行、工厂、领事馆、教堂、学校、跑马场等，烟台山逐渐发展成西洋人的居留区。因此，如今烟台山上也留下了一大批近代历史建筑。

## 历史建筑
以下是烟台山上现存或曾存在的部分历史建筑。
- 安澜会馆

- 烟台山近代建筑群

- 石厝教堂

- 桥南公益社、独立厅

- 鲁贻图书馆

- 基督教天安堂

- 望北台真武庙

- 思万楼

- 鹤龄英华书院（福建师范大学附属中学前身，已迁址，原址设立福州高级中学）

- 仓山影剧院

- 天宁寺

## 烟台山公园

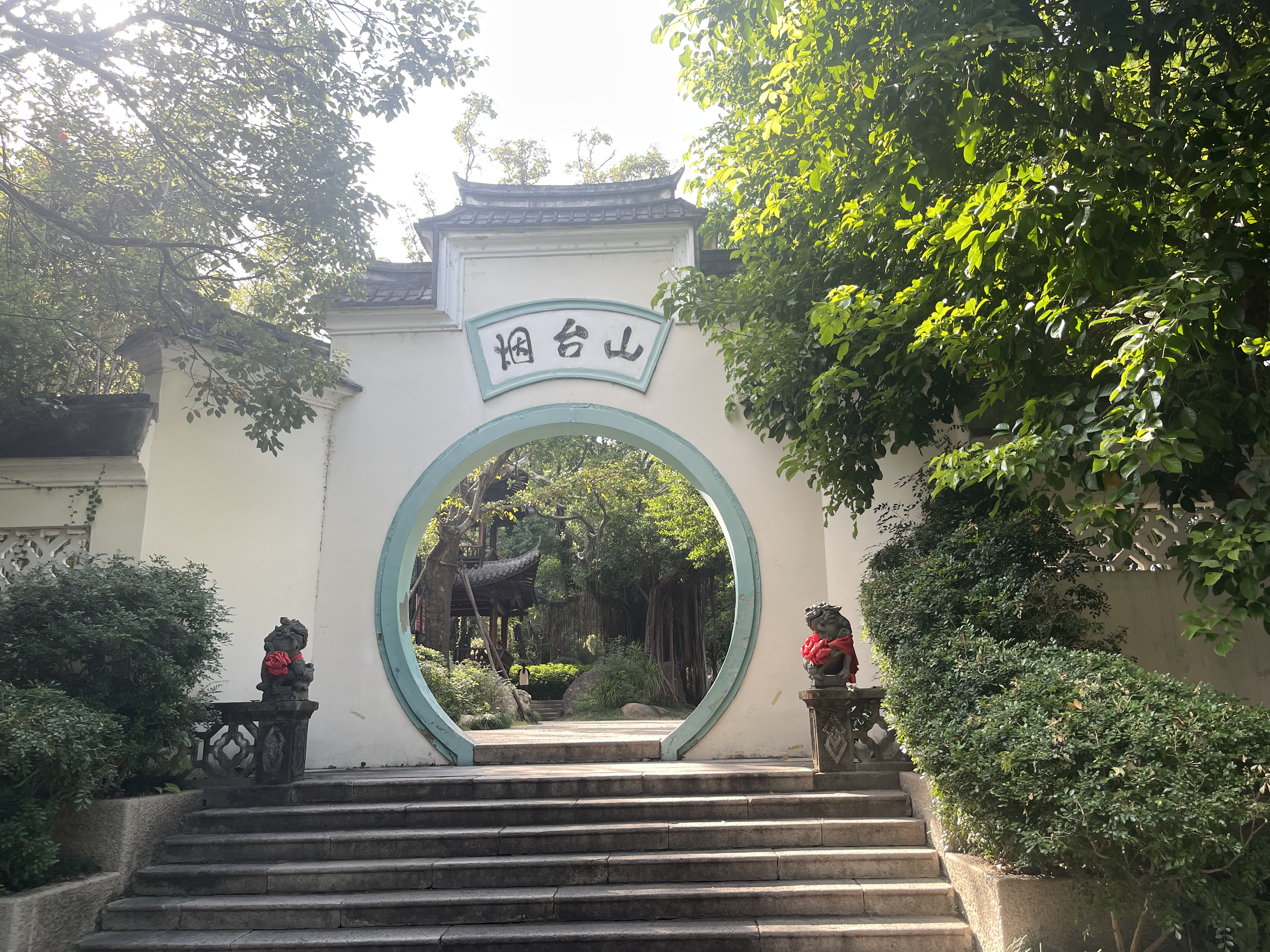
福州市烟台山公园月宫门

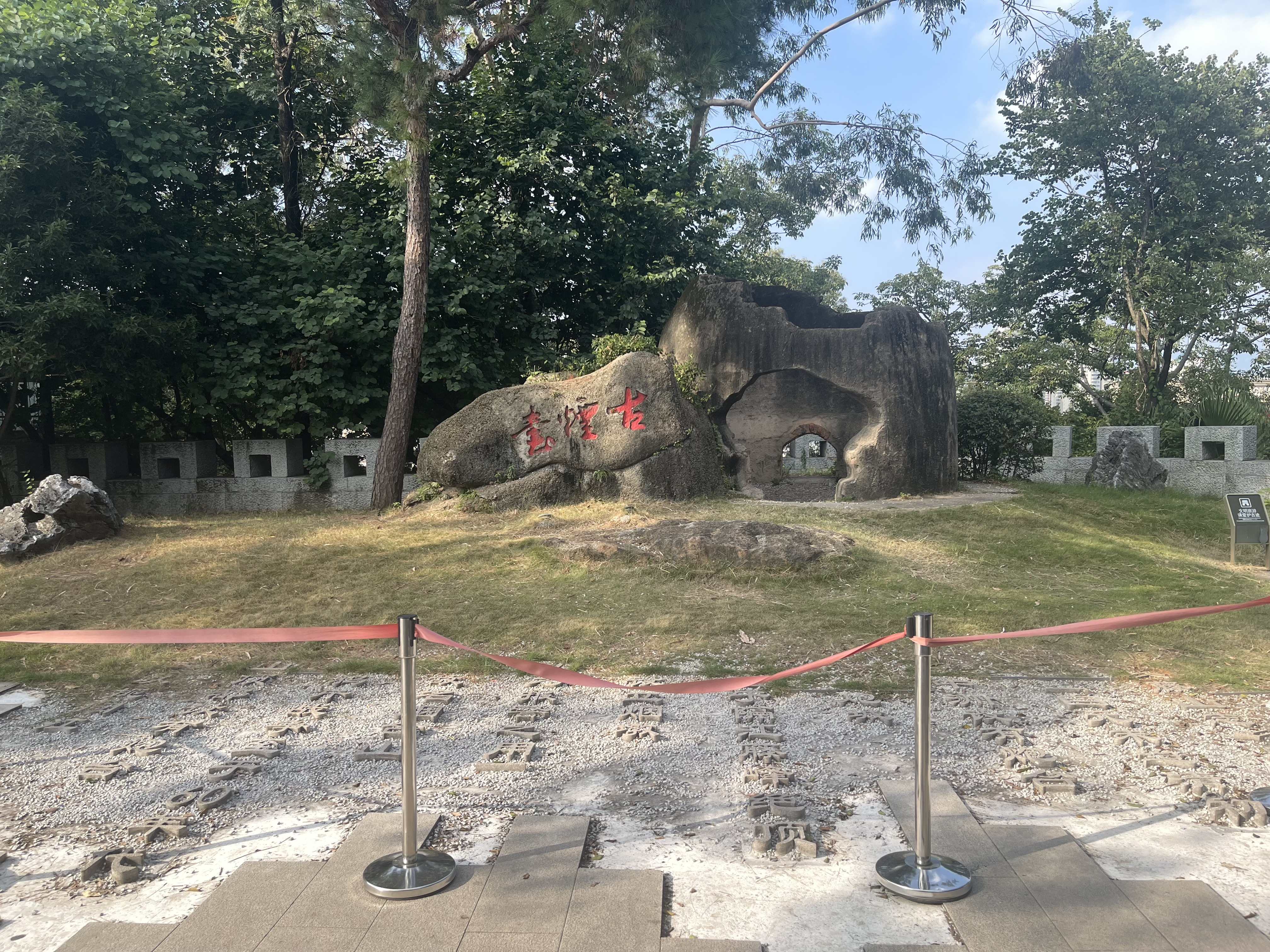
福州市烟台山公园古烟台

烟台山公园位于烟台山顶，烟台山上的古烽火台遗迹即位于公园内。
1962年，福州市政府利用烟台山顶及周边部分空地建设烟台山公园，并于1964年10月1日建成对外开放。公园大门位于梅坞路西侧、明真庵后殿旧址。
文革期间，烟台山公园被辟为农场，公园设施尽毁。
1972年政府开始重建公园，先后依山势修建了亭台楼阁、曲径迴廊，清池喷泉、叠石假山、石椅、石桌等园林景观及基础设施，种植榕、樟、木棉、梧桐、美洲松和南洋杉等树木3000多株。公园于同年国庆节重新开放。
20世纪初，政府在原来基础上再次扩大公园的规模，对园中景观进行改造完善，还补种各种梅树百余株及花草。
2018年至2019年，公园进行大规模重修，拆除并重建了大部分的混凝土亭、廊等建筑，并采用木构重建。